# نجیب (فیلم ۱۹۷۳)
نجیب (به هندی: Joshila) فیلمی محصول سال ۱۹۷۳ و به کارگردانی یاش چوپرا است. در این فیلم بازیگرانی همچون دو آناند، هما مالینی، پران، بیندو، راکهی گلزار، ای. کی. هانگال، افتخار ایفای نقش کرده‌اند.

## خلاصه داستان
امر جوان سخت کوشی است که در دفاع از حیثیت یک دختر مرتکب قتل شده و اکنون در حال گذراندن دوران محکومیتش است.دختری بنام شالینی در بازدید از زندان بعنوان خبرنگار و نویسنده با امر آشنا می‌شود و آرام آرام رابطه عاطفی بین این دو بوجود می آید.طی یک شورش در زندان، امر با عصیانگران مقابله کرده و رئیس زندان را نجات می‌دهد و دولت در تقدیر از فداکاری اش، او را آزاد می‌کند.امر وقتی نزد خانواده اش بازمی گردد متوجه میشود که سایه شوم فقر و فلاکت بر سر آنها افکنده شده.مادرش برای مردم خیاطی میکند.برادر کوچکش کفش واکس می‌زند و خواهرش بعنوان رقصنده کاباره مشغول است.امر با دوست دوران زندانش یعنی مادانلال دوگرا روبرو میشود که تبهکاری چیره دست است.ملاقات او با مادانلال سرنوشت او را به طرز عجیبی تحت الشعاع قرار می‌دهد و...